# Unione Sportiva Baracca Calcio 1992-1993
Questa pagina raccoglie le informazioni riguardanti l'Unione Sportiva Baracca Calcio nelle competizioni ufficiali della stagione 1992-1993.

## Rosa
| N. |                   | Ruolo | Calciatore          |
| -- | ----------------- | ----- | ------------------- |
|    | Italia (bandiera) | A     | Sergio Actis Dato   |
|    | Italia (bandiera) | C     | Lucio Bernardini    |
|    | Italia (bandiera) | A     | Federico Bonomo     |
|    | Italia (bandiera) | C     | Andrea Buccioli     |
|    | Italia (bandiera) | C     | Davide Cangini      |
|    | Italia (bandiera) | D     | Agatino Cuttone     |
|    | Italia (bandiera) | P     | Paolo De Toffol     |
|    | Italia (bandiera) | D     | Daniele Fontana     |
|    | Italia (bandiera) | A     | Fausto Franceschini |
|    | Italia (bandiera) | C     | Mirko Galazzi       |
|    | Italia (bandiera) |       | Ghirotti            |
|    | Italia (bandiera) | C     | Alessandro Iacono   |

| N. |                   | Ruolo | Calciatore         |
| -- | ----------------- | ----- | ------------------ |
|    | Italia (bandiera) | A     | Lorenzo Intrieri   |
|    | Italia (bandiera) | D     | Andrea Malaguti    |
|    | Italia (bandiera) | C     | Guido Minetto      |
|    | Italia (bandiera) | D     | Andrea Orocini     |
|    | Italia (bandiera) | A     | Nicola Palermo     |
|    | Italia (bandiera) | A     | Francesco Palmieri |
|    | Italia (bandiera) | C     | Gianni Pivetta     |
|    | Italia (bandiera) | C     | Cosimo Presicci    |
|    | Italia (bandiera) | C     | Ulisse Raza        |
|    | Italia (bandiera) | C     | Leonilda Rinaldi   |
|    | Italia (bandiera) | D     | Mauro Salvigni     |
|    | Italia (bandiera) | D     | Marco Vergnani     |